# Pezotajit
Pezotajit, koji se prodaje pod imenom raspberil ili malinasti beril, je mineralna vrsta koju je prvo priznala Međunarodna mineraloška asocijacija u septembru 2003. Pezotajit je cezijumski analog berila, silikata cezijuma, berilijuma, litijuma i aluminijuma, sa hemijskom formulom Cs(Be2Li)Al2Si6O18. Nazvan po italijanskom geologu i mineralogu Federiku Pekoti, prvo se smatralo da je pekotajit ili crveni beril ili nova vrsta berila („cezijum beril“); za razliku od stvarnog berila, međutim, pekotajit sadrži litijum i kristališe u trigonalnom kristalnom sistemu, a ne u heksagonalnom sistemu.

## Izgled
Boje uključuju nijanse malinaste crvene do narandžasto-crvene i ružičaste. Izvučeni iz miarolitskih šupljina u poljima granitnog pegmatita u provinciji Fijanarantsoa, južni Madagaskar, kristali pezotajita bili su mali - ne više od oko 7 cm (2,8 in) u svojoj najširoj dimenziji - i tabelarni ili jednaki po habitusu. Oni su malobrojni, većina je u velikoj meri uključena sa cevima rasta i tečnim perjem. Otprilike 10 procenata grubog materijala takođe pokazuje neregularnosti kada se polira. Većina rezanih dragulja pezotajita ima težinu ispod jednog karata (200 mg), a retko prelazi dva karata (400 mg).

## Spoljašnje veze
- Mediji vezani za članak Pezotajit na Vikimedijinoj ostavi